# Éric Cantona
Éric Daniel Pierre Cantona (Marsiglia, 24 maggio 1966) è un ex calciatore, dirigente sportivo e attore francese, di ruolo attaccante.
Soprannominato King Eric o The King, è considerato come uno dei più forti giocatori della sua epoca. Occupa la 24ª posizione nella speciale classifica dei migliori calciatori del XX secolo pubblicata dalla rivista World Soccer mentre nel marzo del 2004, Pelé lo ha anche inserito nella FIFA 100, la lista dei 125 migliori calciatori viventi, redatta in occasione del Centenario della FIFA. Nel 1993 ha inoltre raggiunto il podio del Pallone d'oro alle spalle di Dennis Bergkamp e Roberto Baggio. Insieme al connazionale N'Golo Kanté, è anche l'unico calciatore ad aver vinto la Premier League per due stagioni consecutive con due squadre diverse.
Annoverato tra le figure più controverse e iconiche del calcio inglese, viene ricordato principalmente per i suoi trascorsi nel Manchester Utd, dove si è reso protagonista della rinascita sportiva del club negli anni 1990. Con lui, infatti, i Red Devils hanno vinto quattro Premier League e due FA Cup nell'arco di cinque stagioni, rimanendo invece a digiuno di trofei nell'annata 1994-1995, in cui Cantona venne sospeso per il famoso episodio di Selhurst Park, quando colpì con un calcio al volto Matthew Simmons, un tifoso del Crystal Palace che l’aveva ingiuriato, dopo una sua espulsione in una partita tra gli Eagles e il suo Manchester Utd. Nel 2001 i sostenitori dei Red Devils lo hanno eletto inoltre Calciatore del secolo del club.
Con la nazionale francese, Cantona giocò 45 partite realizzando 20 reti tra il 1987 e il 1995 e disputò anche l'Europeo del 1992 in Svezia. Fu definitivamente sospeso dalla Nazionale dopo l'episodio di Selhurst Park.

## Biografia
Cantona è stato sposato con Isabelle Ferrer e insieme hanno avuto due figli; successivamente ha sposato l'attrice Rachida Brakni. Anche suo fratello Joël è stato un calciatore, così come suo nipote, Sacha Opinel.
Cantona ha origini sarde da parte di padre. Il nonno nacque ad Ozieri in provincia di Sassari, e madre di origine catalana: i suoi nonni fuggirono da Martorell durante la guerra civile spagnola e si stabilirono a Marsiglia.

## Caratteristiche tecniche
Noto per la sua forte personalità da leader e da trascinatore carismatico dentro e fuori dal campo, era una seconda punta caratterizzata da una grande foga agonistica, che a volte lo portava a commettere interventi molto duri ed a ricevere sanzioni disciplinari. Dotato di ottima tecnica, aveva un buon fiuto del goal, oltre ad avere un'ottima visione di gioco che gli consentiva di fornire diversi assist ai compagni.

## Carriera

### Club

#### Auxerre
Il primo club di Éric Cantona fu l'Auxerre, in cui trascorse due anni nelle giovanili prima di fare il debutto nella squadra professionistica. La sua carriera si arrestò momentaneamente nel 1984, a causa della chiamata del servizio di leva francese. Dopo aver passato il suo periodo militare, fu prestato al Martigues, nella seconda divisione francese. Tornò all'Auxerre nel 1986 e firmò il suo primo contratto, diventando uno dei tanti giocatori cresciuti nelle giovanili del club della Borgogna e lanciati nel mondo del calcio professionistico da Guy Roux, storico allenatore che sedette sulla panchina dell'Auxerre per quasi 44 anni (dal 1961 al 2005).

#### Olympique Marsiglia
Subito dopo il successo al campionato europeo Under-21 1988 si trasferì all'Olympique de Marseille, squadra per cui tifava da ragazzo, grazie a un trasferimento per una cifra record per il mercato francese, (3,3 Mln). Con la sua nuova squadra, Cantona dimostrò di avere un temperamento impulsivo, che lo portò ad avere diversi problemi per tutta la sua carriera: in un'amichevole del gennaio 1989 contro la Torpedo Mosca, gettò a terra la sua maglia nel momento in cui venne sostituito e il club decise di sospenderlo per un mese. Subito dopo il suo rientro, venne sospeso dalle competizioni internazionali per aver insultato il commissario tecnico della Nazionale durante uno spettacolo televisivo.
Dopo questi problemi, venne spedito in prestito prima al Bordeaux per il resto del 1989 e poi al Montpellier per tutta la stagione 1989-1990. Durante il prestito al Montpellier, fu coinvolto in una rissa con il compagno di squadra Jean-Claude Lemoult e lo colpì con un calcio in faccia. L'incidente portò sei membri della squadra a chiedere di mettere Cantona fuori rosa, ma grazie all'appoggio di alcuni leader dello spogliatoio come Laurent Blanc e Carlos Valderrama, il club decise di lasciare in squadra il calciatore perché ritenuto fondamentale. Il Montpellier vinse poi la Coppa di Francia e le prestazioni di Éric convinsero il Marsiglia a chiedere la restituzione dal prestito.
Tornato a Marsiglia, Cantona giocò inizialmente sotto gli ordini del nuovo tecnico della squadra Franz Beckenbauer. Comunque, il presidente del Marsiglia non fu soddisfatto dai risultati e decise quindi di sollevare Beckenbauer dall'incarico per mettere al suo posto Raymond Goethals. Goethals non andò mai d'accordo con Cantona che, nonostante avesse aiutato la sua squadra a vincere il campionato, fu ceduto al Nîmes Olympique per la stagione successiva.
Nel dicembre 1991, durante una partita col Nîmes, arrabbiatosi per alcune delle decisioni dell'arbitro, gli lanciò addosso la palla. Venne punito dalla Federcalcio francese e sospeso per un mese. Cantona andò su tutte le furie e si mise ad inveire pesantemente verso tutti i membri della commissione che lo avevano squalificato. Per tutta risposta, la commissione gli aumentò la squalifica a tre mesi. Questa decisione portò Cantona, sempre nel dicembre 1991, ad annunciare il suo ritiro dal calcio giocato. Michel Platini, scelto come nuovo commissario tecnico della Nazionale francese, riuscì a convincerlo a tornare sui suoi passi, essendo un suo grande estimatore.
Durante il periodo lontano dal calcio si dedicò all'arte, in particolar modo alla pittura. Al momento di riprendere a giocare, su invito di Gérard Houllier, si trasferì in Inghilterra.

#### Leeds Utd
Già il 6 novembre 1991, gli inglesi del Liverpool avevano disputato una partita nel secondo turno della Coppa UEFA contro l'Auxerre. Al termine dell'incontro, vinto dai Reds per 3-0, Michel Platini aveva parlato di Cantona a Graeme Souness, all'epoca tecnico del Liverpool, spiegandogli che conosceva un giocatore francese che avrebbe potuto giocare nel Liverpool. Souness, che conosceva le qualità di Cantona, aveva declinato l'offerta, ringraziando Platini e dicendogli che non voleva avere alcun tipo di problema nello spogliatoio e con la stampa. Nel gennaio 1992, Cantona andò in Inghilterra per effettuare un provino con lo Sheffield Wednesday, allenato da Trevor Francis. Gli venne offerto un secondo provino, ma ciò provocò il risentimento del giocatore, che si ritenne offeso e decise di firmare per il Leeds Utd, diventando una colonna della squadra che vinse il titolo nel 1992. Fu decisivo anche nella vittoria per 4-3 sul Liverpool nel Charity Shield, segnando una tripletta.
Lasciò comunque Leeds, da campione d'Inghilterra, prima della fine della stagione 1992-1993, accasandosi al Manchester Utd nel novembre 1992, per un trasferimento dal prezzo contenuto (1,2 milioni di sterline). Si guadagnò anche l'odio sportivo dei tifosi del Leeds, che se la presero anche con il tecnico Howard Wilkinson, colpevole, ai loro occhi, di averlo lasciato andare.

#### Manchester Utd

Cantona in azione con la maglia del Manchester Utd nel 1996, contrastato dallo juventino Montero in una sfida di Champions League.

Esordì con i Red Devils a Lisbona contro il Benfica, in un incontro amichevole per festeggiare il cinquantesimo compleanno di Eusébio. Il suo debutto in partite ufficiali arrivò il 6 dicembre 1992, nel secondo tempo del Derby contro il Manchester City, vinto dai Red Devils per 2-1.
La stagione del Manchester Utd fu piena di problemi, soprattutto in attacco: Brian McClair e Mark Hughes erano fuori forma, mentre l'acquisto estivo Dion Dublin si ruppe una gamba all'inizio della stagione. Nonostante tutto, però, Cantona aiutò la sua squadra a risolvere questo problema, non segnando molto ma creando tante occasioni da goal per i suoi compagni di squadra. La prima rete di Éric arrivò il 19 dicembre 1992, nel pareggio per 1-1 con il Chelsea a Stamford Bridge. Ma fu contro il Tottenham che Cantona mostrò a tutti la sua classe: segnò una rete e aiutò i suoi compagni a segnare nel 4-1 finale. Nei successivi due anni, i mancuniani iniziarono una corsa fantastica che li portò a vincere l'edizione inaugurale della Premier League del 1993.
Anche nella stagione successiva il Manchester Utd vinse il campionato e, grazie a una doppietta su rigore di Cantona che sancì il 4-0 sul Chelsea, si aggiudicò anche l'FA Cup. Éric fu poi votato giocatore dell'anno della PFA. La stagione fu comunque pesante dal punto di vista disciplinare: Cantona venne infatti espulso ben quattro volte.
Nel campionato 1994-1995 il Manchester United rivaleggiò per la conquista del titolo con il Blackburn Rovers, a lungo leader della classifica e poi laureatosi campione, con Cantona protagonista in varie partite, anche della vittoria per 4-2 ottenuta a Ewood Park sui rivali nell'ottobre del 1994. Il francese andò a segno anche il mese seguente, nella memorabile partita vinta per 5-0 contro i rivali cittadini del Manchester City, e il 22 gennaio 1995 decise con un proprio gol la sfida di ritorno contro il Blackburn, portando a 12 le proprie marcature stagionali. Nel frattempo, durante il calciomercato di gennaio, al Manchester United era arrivato l'attaccante Andy Cole dal Newcastle Utd, facendo aumentare la concorrenza in attacco.
Il 25 gennaio 1995, durante una partita in trasferta contro il Crystal Palace, Cantona fu al centro di un episodio che ebbe un'eco enorme. Il francese fu espulso per aver colpito con un calcio il difensore avversario Richard Shaw che lo aveva trattenuto e, a dire di Cantona, preso di mira durante tutta la partita. Avviatosi verso gli spogliatoi, fu provocato da un tifoso del Crystal Palace, militante del Fronte Nazionale Britannico di nome Matthew Simmons, che gli fece il saluto fascista e gli gridò: "Vattene nel tuo paese!". Cantona rispose con un calcio kungfu. Il tifoso fu poi processato per aver insultato il francese e fu condannato a sette giorni di carcere, ma uscì ventiquattro ore dopo la sentenza.
Dopo diversi giorni di assoluto silenzio, Cantona organizzò una conferenza stampa e accusò in particolare stampa e giornalisti:
Riguardo al tifoso, nel 2017:
Il giocatore fu rinviato a giudizio e in primo grado fu condannato a due settimane di carcere, sentenza ridotta in appello a 120 ore di servizio civile. Fu poi sospeso dalla federcalcio inglese per nove mesi, fino all'ottobre successivo. Privi della loro stella, i Red Devils persero il campionato.
Durante la sua assenza, il dibattito sull'opportunità della sua permanenza a Manchester fu acceso. Fu Alex Ferguson a chiudere le polemiche convincendo il giocatore a restare: a fine aprile Cantona rinnovò infatti il contratto  fino al 1998, mettendo fine alle speculazioni di mercato che lo davano vicino a molte squadre. In estate la squadra decise di vendere alcune delle sue stelle (a Milano, ad esempio, approdò invece Paul Ince) per puntare su dei giocatori del vivaio come David Beckham, Paul Scholes, Gary Neville e Ryan Giggs. All'inizio del campionato 1995-1996 le prospettive per il Manchester non erano favorevoli. Ci fu grande attesa, però, per il ritorno in campo di Cantona, avvenuto contro il Liverpool il 1º ottobre 1995. Durante la partita, Éric permise a Nicky Butt di segnare con un assist e poi trasformò un calcio di rigore procurato da Ryan Giggs. Otto mesi di inattività influirono sulla condizione fisica, ma il francese tornò in forma per Natale. Aiutò la propria squadra ad avvicinarsi alla testa della classifica con la vittoria per 1-0 contro il Newcastle Utd, dopo che il club mancuniano si era trovato, nel corso della stagione, a dodici punti dalla vetta. Fu con la vittoria per 3-0 al Riverside Stadium, contro il Middlesbrough, che fu deciso il campionato. Nella stessa stagione il Manchester vinse anche l'FA Cup, battendo in finale il Liverpool per 1-0 con una rete di Cantona, probabilmente uno dei suoi gol più famosi. Il francese divenne quindi il primo straniero a vincere l'FA Cup da capitano di una squadra inglese. Il Man Utd fu anche la prima squadra inglese a ottenere per due volte il double (già raggiunto due anni prima) ossia l'accoppiata campionato-coppa.
Le prestazioni di Cantona galvanizzarono l'ambiente: il Manchester Utd vinse anche il titolo del 1996-1997, per Cantona il quarto campionato vinto col Manchester in cinque stagioni (sesto campionato in sette stagioni, se si considerano anche le vittorie a Marsiglia e Leeds). In sostanza, Cantona non vinse il campionato soltanto nell'anno della propria squalifica.
Dopo l'eliminazione dalla UEFA Champions League nelle semifinali a opera del Borussia Dortmund, Cantona preannunciò il proprio ritiro al termine della stagione, a trent'anni. La notizia  sconcertò i tifosi. La sua ultima partita ufficiale fu contro il West Ham Utd, l'11 maggio 1997.
Giocò una partita di beneficenza per David Busst contro il Coventry City a Highfield Road, in cui segnò una doppietta.
Per i Red Devils, Cantona segnò 64 reti in Premier League, 11 nelle coppe nazionali e 5 in Champions League.
Nel 2004 rilasciò una dichiarazione sui propri tifosi:
(Éric Cantona)
Nel 2004 fu incluso nella FIFA 100, lista dei 125 più grandi giocatori viventi, selezionata da Pelé in occasione delle celebrazioni del centenario della FIFA.
Nel 2006 il quotidiano britannico The Sun riportò una dichiarazione di Cantona secondo cui il Manchester Utd aveva ormai perso la propria anima e i giocatori attuali non erano all'altezza dell'Old Trafford; riconobbe che i tempi di figure carismatiche come la sua e quella di George Best erano alle spalle, e aveva paura che quella mancuniana potesse diventare una squadra uguale alle altre.
Cantona si oppose anche all'acquisizione della società da parte di Malcolm Glazer, dicendo che se questi fosse diventato il proprietario del club, egli non sarebbe mai tornato nella società, neanche come allenatore, spegnendo così le speranze dei tifosi che nel 2000 lo avevano indicato come erede di Alex Ferguson.
Intervenne anche nel luglio 2008, sostenendo che la nuova stella Cristiano Ronaldo, da lui definito un artista del pallone, sarebbe stato stupido se avesse lasciato il Manchester Utd, aggiungendo che avrebbe potuto comprenderlo e giustificarlo solo se avesse scelto di andare via per trovare nuovi stimoli (l'anno successivo il portoghese lascerà Manchester per andare ad accasarsi nelle file del Real Madrid al termine di un'operazione di mercato del valore di 94 milioni di euro, la più costosa mai avvenuta all'epoca).

### Nazionale

#### Nazionali giovanili
Fece parte della spedizione che si aggiudicò il titolo europeo Under-21 al campionato di categoria del 1988.

#### Nazionale maggiore
Cantona debuttò nella nazionale maggiore nel 1987, sotto la guida del tecnico Henri Michel. Nel settembre 1988, insofferente al fatto di essere stato accantonato dai Bleus, accusò in diretta televisiva il tecnico e fu quindi sospeso dalla nazionale. Michel fu in ogni caso licenziato nel momento in cui fallì la qualificazione ai campionato del mondo del 1990.
A sostituirlo sulla panchina della Francia fu Michel Platini, grande estimatore di Cantona: fu, infatti, lui a consigliare al giocatore di lasciare la Francia per spostarsi in Inghilterra, oltre a richiamarlo in nazionale. La nazionale francese si qualificò al campionato d'Europa del 1992, ma non riuscì ad aggiudicarselo. Platini lasciò la nazionale al termine della rassegna europea e fu sostituito da Gérard Houllier.

Cantona (accosciato, terzo da destra) in nazionale nel 1994

Sotto la guida di Houllier la Francia mancò clamorosamente la qualificazione al campionato del mondo del 1994, dopo aver perso la partita decisiva del girone contro la nazionale bulgara in casa per 1-2, quando ai Bleus sarebbe bastato un pareggio. Houllier rassegnò le dimissioni e il suo posto fu preso da Aimé Jacquet.
Jacquet cercò di ricostruire la squadra in vista del campionato europeo del 1996 e nominò Cantona capitano della squadra, che rimase tale fino al giorno del sopraccitato episodio di Selhurst Park del gennaio 1995. Dal giorno della squalifica, però, Cantona non avrebbe più vestito la maglia della nazionale.
Il suo posto fu preso da Zinédine Zidane, intorno al quale Jacquet costruì una squadra di giovani per aprire un nuovo ciclo. Cantona, Jean-Pierre Papin e David Ginola non furono più convocati in nazionale, ma fu soprattutto la decisione di escludere Éric a creare non poche polemiche, dalle quali Jacquet si difese dicendo che la squadra aveva fatto bene anche senza di loro. A confermare la bontà della scelta di Jacquet venne la prima vittoria al mondiale di calcio nella storia dei Bleus, ottenuta nell'edizione casalinga del 1998, seguita dal successo al campionato d'Europa del 2000 con un nuovo CT, Roger Lemerre, che mantenne il blocco di giocatori selezionati da Jacquet.
Cantona non accettò di buon grado l'esclusione: sia in vista del campionato d'Europa del 2004 che del campionato del mondo del 2006 dichiarò che avrebbe tifato per la nazionale inglese.

### Dirigente sportivo
Il 18 gennaio 2011 fu ingaggiato come direttore tecnico dei New York Cosmos, glorioso club americano scioltosi nel 1985. Nel 2009 infatti, Paul Kemsley, ex vicepresidente del Tottenham ha convinto G. Peppe Pinton, ex general manager dei Cosmos, a cedergli l'uso legale del nome della squadra con l'intento di rilanciare il club. Nel progetto di rinascita Kemsley ha coinvolto l'ex stella brasiliana Pelé, nel ruolo di presidente onorario, Giorgio Chinaglia in quello di ambasciatore e appunto Cantona nelle vesti di direttore tecnico. Ad aprile si aggiungono a loro l'attore Robert De Niro e il campione del mondo 1970 Carlos Alberto.. Fu licenziato nel 2014, a seguito di una rissa.

## Statistiche
Tra club, nazionale maggiore e nazionali giovanili, Eric Cantona ha totalizzato globalmente 552 partite segnando 235 reti, alla media di 0,42 gol a partita.

### Presenze e reti nei club
| Stagione              | Squadra               | Campionato            | Campionato | Campionato | Coppe nazionali | Coppe nazionali | Coppe nazionali | Coppe continentali | Coppe continentali | Coppe continentali | Altre coppe | Altre coppe | Altre coppe | Totale | Totale |
| Stagione              | Squadra               | Comp                  | Pres       | Reti       | Comp            | Pres            | Reti            | Comp               | Pres               | Reti               | Comp        | Pres        | Reti        | Pres   | Reti   |
| --------------------- | --------------------- | --------------------- | ---------- | ---------- | --------------- | --------------- | --------------- | ------------------ | ------------------ | ------------------ | ----------- | ----------- | ----------- | ------ | ------ |
| 1982-1983             | Auxerre B             | D3                    | 16         | 6          | -               | -               | -               | -                  | -                  | -                  | -           | -           | -           | 16     | 6      |
| 1983-1984             | Auxerre B             | D3                    | 25         | 18         | -               | -               | -               | -                  | -                  | -                  | -           | -           | -           | 25     | 18     |
| 1984-gen.1985         | Auxerre B             | D3                    | 16         | 16         | -               | -               | -               | -                  | -                  | -                  | -           | -           | -           | 16     | 16     |
| gen.-giu.1985         | Auxerre               | D1                    | 5          | 2          |                 | -               | -               | -                  | -                  | -                  | -           | -           | -           | 5      | 2      |
| ago.-ott.1985         | Auxerre B             | D3                    | 7          | 10         | -               | -               | -               | -                  | -                  | -                  | -           | -           | -           | 7      | 10     |
| Totale Auxerre B      | Totale Auxerre B      | Totale Auxerre B      | 64         | 50         |                 | -               | -               |                    | -                  | -                  |             | -           | -           | 64     | 50     |
| ott.1985-gen.1986     | Auxerre               | D1                    | 7          | 0          | -               | -               | -               | CU                 | 1                  | 0                  | -           | -           | -           | 8      | 0      |
| gen.-giu.1986         | Martigues             | D2                    | 15         | 4          | -               | -               | -               | -                  | -                  | -                  | -           | -           | -           | 15     | 4      |
| 1986-1987             | Auxerre               | D1                    | 36         | 13         | CF              | 4               | 4               | -                  | -                  | -                  | -           | -           | -           | 40     | 17     |
| 1987-1988             | Auxerre               | D1                    | 32         | 8          | CF              | 5               | 1               | CU                 | 2                  | 1                  | -           | -           | -           | 39     | 10     |
| Totale Auxerre        | Totale Auxerre        | Totale Auxerre        | 82         | 21         |                 | 9               | 5               |                    | 3                  | 1                  |             | -           | -           | 94     | 29     |
| 1988-gen.1989         | Olympique Marsiglia   | D1                    | 22         | 5          | -               | -               | -               | -                  | -                  | -                  | -           | -           | -           | 22     | 5      |
| gen.-giu.1989         | Bordeaux              | D1                    | 11         | 6          | -               | -               | -               | -                  | -                  | -                  | -           | -           | -           | 11     | 6      |
| 1989-1990             | Montpellier           | D1                    | 33         | 10         | CF              | 6               | 1               | -                  | -                  | -                  | -           | -           | -           | 39     | 11     |
| 1990-1991             | Olympique Marsiglia   | D1                    | 18         | 8          | -               | -               | -               | CC                 | 3                  | 1                  | -           | -           | -           | 21     | 9      |
| Totale Marsiglia      | Totale Marsiglia      | Totale Marsiglia      | 40         | 13         |                 | -               | -               |                    | 3                  | 1                  |             | -           | -           | 43     | 14     |
| 1991-gen.1992         | Nîmes                 | D1                    | 16         | 2          | -               | -               | -               | -                  | -                  | -                  | -           | -           | -           | 16     | 2      |
| gen.-giu.1992         | Leeds Utd             | PL                    | 15         | 3          | -               | -               | -               | -                  | -                  | -                  | -           | -           | -           | 15     | 3      |
| ago.-nov. 1992        | Leeds Utd             | PL                    | 13         | 6          | FACup+CdL       | 0+1             | 0               | UCL                | 5                  | 2                  | CS          | 1           | 3           | 20     | 11     |
| Totale Leeds Utd      | Totale Leeds Utd      | Totale Leeds Utd      | 28         | 9          |                 | 1               | 0               |                    | 5                  | 2                  |             | 1           | 3           | 35     | 14     |
| nov.1992 -giu.1993    | Manchester Utd        | PL                    | 22         | 9          | FACup+CdL       | 1+0             | 0               | -                  | -                  | -                  | -           | -           | -           | 23     | 9      |
| 1993-1994             | Manchester Utd        | PL                    | 34         | 18         | FACup+CdL       | 5+5             | 4+1             | UCL                | 4                  | 2                  | CS          | 1           | 0           | 49     | 25     |
| 1994-1995             | Manchester Utd        | PL                    | 21         | 12         | FACup+CdL       | 1+0             | 1+0             | UCL                | 2                  | 0                  | CS          | 1           | 1           | 25     | 14     |
| 1995-1996             | Manchester Utd        | PL                    | 30         | 14         | FACup+CdL       | 7+1             | 5+0             | -                  | -                  | -                  | -           | -           | -           | 38     | 19     |
| 1996-1997             | Manchester Utd        | PL                    | 36         | 11         | FACup+CdL       | 3+0             | 0               | UCL                | 10                 | 3                  | CS          | 1           | 1           | 50     | 15     |
| Totale Manchester Utd | Totale Manchester Utd | Totale Manchester Utd | 143        | 64         |                 | 23              | 11              |                    | 16                 | 5                  |             | 3           | 2           | 185    | 82     |
| Totale carriera       | Totale carriera       | Totale carriera       | 432        | 181        |                 | 39              | 17              |                    | 27                 | 9                  |             | 4           | 5           | 502    | 212    |

### Cronologia presenze e reti in nazionale
| Cronologia completa delle presenze e delle reti in nazionale ― Francia | Cronologia completa delle presenze e delle reti in nazionale ― Francia | Cronologia completa delle presenze e delle reti in nazionale ― Francia | Cronologia completa delle presenze e delle reti in nazionale ― Francia | Cronologia completa delle presenze e delle reti in nazionale ― Francia | Cronologia completa delle presenze e delle reti in nazionale ― Francia | Cronologia completa delle presenze e delle reti in nazionale ― Francia | Cronologia completa delle presenze e delle reti in nazionale ― Francia |
| Data                                                                   | Città                                                                  | In casa                                                                | Risultato                                                              | Ospiti                                                                 | Competizione                                                           | Reti                                                                   | Note                                                                   |
| ---------------------------------------------------------------------- | ---------------------------------------------------------------------- | ---------------------------------------------------------------------- | ---------------------------------------------------------------------- | ---------------------------------------------------------------------- | ---------------------------------------------------------------------- | ---------------------------------------------------------------------- | ---------------------------------------------------------------------- |
| 12-8-1987                                                              | Berlino                                                                | Germania Ovest                                                         | 2 – 1                                                                  | Francia                                                                | Amichevole                                                             | 1                                                                      |                                                                        |
| 14-10-1987                                                             | Parigi                                                                 | Francia                                                                | 1 – 1                                                                  | Norvegia                                                               | Qual. Euro 1988                                                        | -                                                                      |                                                                        |
| 18-11-1987                                                             | Parigi                                                                 | Francia                                                                | 0 – 1                                                                  | Germania Est                                                           | Qual. Euro 1988                                                        | -                                                                      |                                                                        |
| 27-1-1988                                                              | Tel Aviv                                                               | Israele                                                                | 1 – 1                                                                  | Francia                                                                | Amichevole                                                             | -                                                                      |                                                                        |
| 23-3-1988                                                              | Bordeaux                                                               | Francia                                                                | 2 – 1                                                                  | Spagna                                                                 | Amichevole                                                             | -                                                                      |                                                                        |
| 16-8-1989                                                              | Malmö                                                                  | Svezia                                                                 | 2 – 4                                                                  | Francia                                                                | Amichevole                                                             | 2                                                                      |                                                                        |
| 5-9-1989                                                               | Oslo                                                                   | Norvegia                                                               | 1 – 1                                                                  | Francia                                                                | Qual. Mondiali 1990                                                    | -                                                                      |                                                                        |
| 11-10-1989                                                             | Parigi                                                                 | Francia                                                                | 3 – 0                                                                  | Scozia                                                                 | Qual. Mondiali 1990                                                    | 1                                                                      |                                                                        |
| 18-11-1989                                                             | Tolosa                                                                 | Francia                                                                | 2 – 0                                                                  | Cipro                                                                  | Qual. Mondiali 1990                                                    | -                                                                      |                                                                        |
| 21-1-1990                                                              | Madinat al-Kuwait                                                      | Kuwait                                                                 | 0 – 1                                                                  | Francia                                                                | Amichevole                                                             | -                                                                      |                                                                        |
| 24-1-1990                                                              | Madinat al-Kuwait                                                      | Francia                                                                | 3 – 0                                                                  | Germania Est                                                           | Amichevole                                                             | 2                                                                      |                                                                        |
| 28-2-1990                                                              | Montpellier                                                            | Francia                                                                | 2 – 1                                                                  | Germania Ovest                                                         | Amichevole                                                             | 1                                                                      |                                                                        |
| 28-3-1990                                                              | Budapest                                                               | Ungheria                                                               | 1 – 3                                                                  | Francia                                                                | Amichevole                                                             | 2                                                                      |                                                                        |
| 15-8-1990                                                              | Parigi                                                                 | Francia                                                                | 0 – 0                                                                  | Polonia                                                                | Amichevole                                                             | -                                                                      |                                                                        |
| 5-9-1990                                                               | Reykjavík                                                              | Islanda                                                                | 1 – 2                                                                  | Francia                                                                | Qual. Euro 1992                                                        | 1                                                                      |                                                                        |
| 13-10-1990                                                             | Parigi                                                                 | Francia                                                                | 2 – 1                                                                  | Cecoslovacchia                                                         | Qual. Euro 1992                                                        | -                                                                      |                                                                        |
| 20-2-1991                                                              | Parigi                                                                 | Francia                                                                | 3 – 1                                                                  | Spagna                                                                 | Qual. Euro 1992                                                        | -                                                                      |                                                                        |
| 30-3-1991                                                              | Parigi                                                                 | Francia                                                                | 5 – 0                                                                  | Albania                                                                | Qual. Euro 1992                                                        | -                                                                      |                                                                        |
| 12-10-1991                                                             | Siviglia                                                               | Spagna                                                                 | 1 – 2                                                                  | Francia                                                                | Qual. Euro 1992                                                        | -                                                                      |                                                                        |
| 20-11-1991                                                             | Parigi                                                                 | Francia                                                                | 3 – 1                                                                  | Islanda                                                                | Qual. Euro 1992                                                        | 2                                                                      |                                                                        |
| 19-2-1992                                                              | Londra                                                                 | Inghilterra                                                            | 2 – 0                                                                  | Francia                                                                | Amichevole                                                             | -                                                                      |                                                                        |
| 25-3-1992                                                              | Parigi                                                                 | Francia                                                                | 3 – 3                                                                  | Belgio                                                                 | Amichevole                                                             | -                                                                      |                                                                        |
| 27-5-1992                                                              | Losanna                                                                | Svizzera                                                               | 2 – 1                                                                  | Francia                                                                | Amichevole                                                             | -                                                                      |                                                                        |
| 5-6-1992                                                               | Lens                                                                   | Francia                                                                | 1 – 1                                                                  | Paesi Bassi                                                            | Amichevole                                                             | -                                                                      |                                                                        |
| 10-6-1992                                                              | Stoccolma                                                              | Svezia                                                                 | 1 – 1                                                                  | Francia                                                                | Euro 1992 - 1º turno                                                   | -                                                                      |                                                                        |
| 14-6-1992                                                              | Malmö                                                                  | Francia                                                                | 0 – 0                                                                  | Inghilterra                                                            | Euro 1992 - 1º turno                                                   | -                                                                      |                                                                        |
| 17-6-1992                                                              | Malmö                                                                  | Francia                                                                | 1 – 2                                                                  | Danimarca                                                              | Euro 1992 - 1º turno                                                   | -                                                                      |                                                                        |
| 14-10-1992                                                             | Parigi                                                                 | Francia                                                                | 2 – 0                                                                  | Austria                                                                | Qual. Mondiali 1994                                                    | 1                                                                      |                                                                        |
| 14-11-1992                                                             | Parigi                                                                 | Francia                                                                | 2 – 1                                                                  | Finlandia                                                              | Qual. Mondiali 1994                                                    | 1                                                                      |                                                                        |
| 17-2-1993                                                              | Tel Aviv                                                               | Israele                                                                | 0 – 4                                                                  | Francia                                                                | Qual. Mondiali 1994                                                    | 1                                                                      |                                                                        |
| 28-4-1993                                                              | Parigi                                                                 | Francia                                                                | 2 – 1                                                                  | Svezia                                                                 | Qual. Mondiali 1994                                                    | 2                                                                      |                                                                        |
| 28-7-1993                                                              | Caen                                                                   | Francia                                                                | 3 – 1                                                                  | Russia                                                                 | Amichevole                                                             | 1                                                                      |                                                                        |
| 22-8-1993                                                              | Stoccolma                                                              | Svezia                                                                 | 1 – 1                                                                  | Francia                                                                | Qual. Mondiali 1994                                                    | -                                                                      |                                                                        |
| 8-9-1993                                                               | Tampere                                                                | Finlandia                                                              | 0 – 2                                                                  | Francia                                                                | Qual. Mondiali 1994                                                    | -                                                                      |                                                                        |
| 13-10-1993                                                             | Parigi                                                                 | Francia                                                                | 2 – 3                                                                  | Israele                                                                | Qual. Mondiali 1994                                                    | -                                                                      |                                                                        |
| 17-11-1993                                                             | Parigi                                                                 | Francia                                                                | 1 – 2                                                                  | Bulgaria                                                               | Qual. Mondiali 1994                                                    | 1                                                                      |                                                                        |
| 16-2-1994                                                              | Napoli                                                                 | Italia                                                                 | 0 – 1                                                                  | Francia                                                                | Amichevole                                                             | -                                                                      | cap.                                                                   |
| 26-5-1994                                                              | Kōbe                                                                   | Australia                                                              | 0 – 1                                                                  | Francia                                                                | Amichevole                                                             | 1                                                                      | cap.                                                                   |
| 29-5-1994                                                              | Tōkyō                                                                  | Giappone                                                               | 1 – 4                                                                  | Francia                                                                | Amichevole                                                             | -                                                                      | cap.                                                                   |
| 17-8-1994                                                              | Bordeaux                                                               | Francia                                                                | 2 – 2                                                                  | Rep. Ceca                                                              | Amichevole                                                             | -                                                                      | cap.                                                                   |
| 7-9-1994                                                               | Bratislava                                                             | Slovacchia                                                             | 0 – 0                                                                  | Francia                                                                | Qual. Euro 1996                                                        | -                                                                      | cap.                                                                   |
| 8-10-1994                                                              | Saint-Étienne                                                          | Francia                                                                | 0 – 0                                                                  | Romania                                                                | Qual. Euro 1996                                                        | -                                                                      | cap.                                                                   |
| 16-11-1994                                                             | Zabrze                                                                 | Francia                                                                | 0 – 0                                                                  | Polonia                                                                | Qual. Euro 1996                                                        | -                                                                      | cap.                                                                   |
| 13-12-1994                                                             | Trebisonda                                                             | Azerbaigian                                                            | 0 – 2                                                                  | Francia                                                                | Qual. Euro 1996                                                        | -                                                                      | cap.                                                                   |
| 18-1-1995                                                              | Utrecht                                                                | Paesi Bassi                                                            | 0 – 1                                                                  | Francia                                                                | Amichevole                                                             | -                                                                      | cap.                                                                   |
| Totale                                                                 |                                                                        | Presenze                                                               | 45                                                                     |                                                                        | Reti                                                                   | 20                                                                     |                                                                        |

## Dopo il ritiro

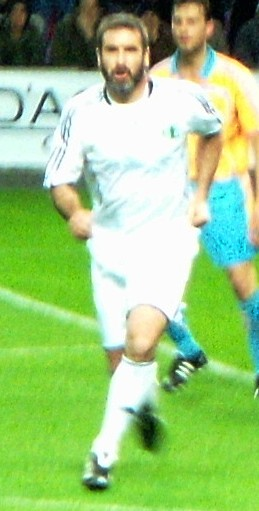
Cantona in campo

Dopo il ritiro dall'attività agonistica Cantona si è dedicato al cinema francese, prima recitando e poi dirigendo un cortometraggio dal titolo Apporte-moi ton amour nel 2002. Fuori dalla Francia ha ricoperto il ruolo dell'ambasciatore francese nel film Elizabeth, che ha avuto tra i suoi protagonisti Cate Blanchett. Ha recitato anche in Le Deuxième souffle al fianco di Monica Bellucci. Nel corso del 2008 è tornato a Manchester in veste di produttore e attore del film Il mio amico Eric, dedicato ai tifosi del Manchester Utd, con la regia di Ken Loach.
Dal suo ritiro in poi Cantona è stato protagonista di diversi spot pubblicitari, soprattutto per la Nike. Ha, infatti, preso parte alle più memorabili campagne pubblicitarie dell'azienda statunitense: nel primo spot insieme a Ronaldo, Paolo Maldini, Rui Costa, Luís Figo, Patrick Kluivert, Edgar Davids affronta una formazione guidata dalle forze del Male in un'arena simile al Colosseo. Memorabile la frase di Cantona che, prima di trapassare l'estremo difensore della formazione del Male con una cannonata delle sue, si aggiusta il colletto della maglietta ed esclama: "au revoir!". Lo spot successivo lo vede con la Nazionale brasiliana giocare a calcio all'interno di un aeroporto, mentre in un'altra era in programma una sfida tra il Brasile e il Portogallo. In una campagna pubblicitaria a livello mondiale, organizzata dalla Nike nel periodo della Coppa del Mondo 2002, Cantona era l'organizzatore di un torneo di calcio in gabbia (sponsorizzato dalla Nike come Scorpion KO) che vedeva tra i protagonisti calciatori come Thierry Henry, Roberto Carlos, Francesco Totti, Luís Figo e Hidetoshi Nakata per la regia di Terry Gilliam. Nel corso della campagna pubblicitaria organizzata per i Mondiali 2006, Cantona era lo speaker di una società che si proponeva come obiettivo l'eliminazione della simulazione e del falso dal calcio, chiamata Joga Bonito.
Poco dopo la separazione dal Manchester Utd, Cantona divenne capitano della Nazionale francese di beach soccer. Ha continuato a interessarsi al beach soccer, giocando nel 2005 la Coppa del Mondo di Beach Soccer. Allenò poi la stessa Nazionale francese alla Coppa del Mondo 2006 di beach soccer.
Nel 1998, la Football League, durante le celebrazioni per il centesimo campionato disputato, incluse Cantona nella lista dei Football League 100 Legends.
Nel 2002, Cantona fu incluso nella neonata Hall of Fame del calcio inglese.
Nel 2010 l'ex calciatore si fece portatore di una crociata contro le banche invitando i francesi a ritirare contemporaneamente il 7 dicembre i propri risparmi dai conti correnti. Nonostante il clamore suscitato dalla proposta (Cantona fu definito "irresponsabile" dal Presidente dell'UE Jean-Claude Juncker) pochi francesi gli diedero retta.
Il 13 marzo 2014 fu arrestato per aggressione dopo una lite nel nord di Londra.
Nel 2014 recitò con Mads Mikkelsen nel western danese The Salvation, fuori concorso al Festival di Cannes, diretto da Kristian Levring.
Il 31 gennaio 2020 fu pubblicato il video del singolo Once del cantante Liam Gallagher. Protagonista della clip è Cantona nei panni di un sovrano, mentre Gallagher interpreta il ruolo del suo maggiordomo e autista.

## Filmografia parziale
- Eleven Men Against Eleven, regia di Andy Hamilton (1995) - film TV
- La felicità è dietro l'angolo (Le bonheur est dans le pré), regia di Étienne Chatiliez (1995)
- Elizabeth, regia di Shekhar Kapur (1998)
- Mookie, regia di Hervé Palud (1998)
- I ragazzi del Marais (Les enfants du marais), regia di Jean Becker (1999)
- La Grande Vie!, regia di Philippe Dajoux (2001)
- L'Outremangeur, regia di Thierry Binisti (2003)
- Les clefs de bagnole, regia di Laurent Baffie (2003)
- La vie est à nous, regia di Gérard Krawczyk (2005)
- Une belle histoire, regia di Philippe Dajoux (2005)
- Lisa et le pilote d'avion, regia di Philippe Barassat (2006)
- Le deuxième souffle, regia di Alain Corneau (2007)
- Jack Says, regia di Bob Phillips (2008)
- Il mio amico Eric (Looking for Eric), regia di Ken Loach (2009)
- Ensemble c'est trop, regia di Léa Fazer (2009)
- Switch, regia di Frédéric Schoendoerffer (2011)
- Les rencontres d'après minuit, regia di Yann Gonzalez (2013)
- The Salvation, regia di Kristian Levring (2014)
- Les Rois du monde, regia di Laurent Laffargue (2015)
- Il giustiziere (Le Voyageur) – serie TV, 4 episodi (2019-2020)
- Lavoro a mano armata (Dérapages) - miniserie TV, 6 puntate (2020)
- AKA, regia di Morgan S. Dalibert (2023)

## Doppiatori italiani
Nelle versioni in italiano dei suoi lavori, Éric Cantona è stato doppiato da:
- Marco Rasori in Il mio amico Eric
- Mauro Magliozzi in The Salvation
- Dario Oppido ne Il giustiziere
- Massimo Rossi in Lavoro a mano armata

## Palmarès

### Club
- Coppa delle Alpi: 1

Auxerre: 1987
- Coppa di Francia: 1

Montpellier: 1989-1990
- Campionato francese: 1

Olympique Marsiglia: 1990-1991
- Charity Shield: 4

Leeds Utd: 1992
Manchester Utd: 1993, 1994, 1996
- Campionato inglese: 5

Leeds Utd: 1991-1992
Manchester Utd: 1992-1993, 1993-1994, 1995-1996, 1996-1997
- Coppa d'Inghilterra: 2

Manchester Utd: 1994, 1996

### Nazionale
- Campionato d'Europa Under-21: 1

1988

### Individuale
- Giocatore dell'anno della PFA: 1

1994
- Giocatore dell'anno della FWA: 1

1996
- FA Premier League Player of the Month: 1

1995-1996 - marzo
- ESM Team of the Year: 1

1995-1996